# Romance de los Tres Reinos
Para el periodo histórico véase Tres Reinos.
El Romance de los Tres Reinos (chino tradicional: 三國演義; chino simplificado: 三国演义; pinyin: Sānguó Yǎnyì) es una novela histórica del siglo XIV atribuida a Luo Guanzhong. Está ambientada en los turbulentos años hacia el final de la dinastía Han y el periodo de los Tres Reinos en la historia china, comenzando en 184 d. C. y terminando con la reunificación del territorio en 280 por la dinastía Jin Occidental. La novela se basa principalmente en los Registros de los Tres Reinos (三國志), escritos por Chen Shou.
La historia -en parte histórica y en parte ficticia- romantiza y dramatiza la vida de los señores feudales y sus criados, que intentaron sustituir a la menguante dinastía Han o restaurarla. Aunque la novela sigue a cientos de personajes, se centra principalmente en los tres bloques de poder que surgieron de los restos de la dinastía Han y que acabarían formando los tres estados de Cao Wei, Shu Han y Wu Oriental. La novela trata de las tramas, batallas personales y militares, intrigas y luchas de estos estados por conseguir el dominio durante casi 100 años.
El Romance de los Tres Reinos es aclamado como una de las cuatro grandes novelas clásicas de la literatura china; tiene un total de 800.000 palabras y casi mil personajes dramáticos (en su mayoría históricos) en 120 capítulos. La novela se encuentra entre las obras literarias más queridas de Asia Oriental y su influencia literaria en la región ha sido comparada con la de las obras de Shakespeare en la literatura inglesa. Se puede decir que ha sido la novela histórica más leída en la China imperial tardía y en la China moderna. Herbert Giles afirmó que entre los propios chinos se la considera la más grande de todas sus novelas.

## Inicios
Existen mitos de la era de los Tres Reinos en la tradición oral china mucho antes de que se compilaran por escrito. Teniendo como foco a los chinos Han, la popularidad de la historia creció durante el dominio mongol de la Dinastía Yuan. Durante la Dinastía Ming, el interés en las obras y novelas sobre esta época llevó a una ampliación y reinvención de estas historias. 
El primer intento de combinar estas historias en una novela fue el Sanguozhi Pinghua (三國誌評話; Sānguózhì Pínghuà), publicado entre 1321 y 1323. Combinaba leyendas e historias de magia y moralidad para influenciar a los campesinos. En esta versión de la historia se incluían elementos como la reencarnación y el karma. El “Romance de los Tres Reinos” está tradicionalmente atribuido a Luo Guanzhong que vivió entre 1315 y 1400 (finales de la era Yuan, principios de la era Ming). Algunas teorías indican que en realidad fue escrito a mediados del siglo XV (en plena era Ming), teoría que es desarrollada en el libro de Andrew Plaks, Four Masterworks of the Ming Novel. La novela estaba escrita en parte en Chino clásico y fue el texto estándar durante 300 años. El autor empleó documentos históricos, incluyendo los “Registros de los Tres Reinos” reunidos por Chen Shou, que cubrían el período entre la Rebelión de los Turbantes Amarillos en  184 hasta la unificación de los Tres Reinos bajo la Dinastía Jin en 280. La novela incluye también material poético de la época Tang y Yuan así como su propia interpretación de elementos como la virtud y la legitimidad. Fue publicado en 24 volúmenes y copiado a mano hasta su primera impresión en 1522.
Varias recensiones del texto de Luo se conservan en bibliotecas de todo el mundo en 10, 12 y 20 volúmenes, realizadas entre 1522 y 1690. Una de ellas, de 1548 ilustrada, impresionaría a los frailes Martí de Rada y Jerónimo Martín en el siglo XVI, hasta tal punto que comprarían una copia para Felipe II, que se conserva hoy en día en la biblioteca de El Escorial.
En la década de 1660, durante el reinado del emperador Kangxi de la Dinastía Qing, Mao Lun 毛綸) y su hijo Mao Zonggang (毛宗崗) editaron el texto, estableciéndolo en 120 capítulos y abreviando el título y el texto. Se redujo el uso de poemas de otras fuentes, así como muchos de los discursos de Cao Cao y sus consejeros y generales. Ha habido largos debates sobre si el texto es pro Qing o anti Qing. Esta edición suplantó a la original.

## Argumento
Uno de los logros más grandes de los Tres Reinos es la complejidad extrema de sus historias y personajes. La novela cuenta con varios fragmentos que podrían ser considerados novelas íntegras. Un ejemplo es la batalla de los Acantilados Rojos. 
Los principales hechos de la novela son:

### La rebelión de los turbantes amarillos
La historia comienza en los últimos años de la dinastía Han, cuando los eunucos engañan al emperador y expulsan a los oficiales leales a este. El gobierno se vuelve extremadamente corrupto en todos los niveles, provocando el deterioro del Imperio. Durante el reinado del penúltimo emperador de Han, el Emperador Ling, la rebelión de los turbantes amarillos se produjo bajo el liderazgo de Zhang Jiao. Este fingía ser un curandero que, curando a la gente de sus enfermedades, también les incitaba a rebelarse. En esta época de agitación, aparecen los personajes principales: Liu Bei, Sun Jian, Zhang Fei, Cao Cao, etc. 
La rebelión fue sofocada por las tropas imperiales de He Jin,  cuñado del emperador Ling y comandante supremo de los ejércitos del Gobierno. Temiendo su poder cada vez mayor, fue asesinado por sus rivales, los eunucos de Zhang Rang. Su guardia, capitaneada por Yuan Shao, respondió entrando en el palacio y produciendo una matanza indiscriminada. Entre la confusión posterior, el joven emperador Shao y el príncipe Chen Liu (más tarde emperador de Xian) desaparecieron del palacio.

### El mandato tiránico de Dong Zhuo
Pronto, el emperador y el príncipe descubrieron que los soldados que pertenecían al señor de la guerra Dong Zhuo de Liang occidental, bajo el pretexto de proteger al emperador, tomaron la capital. Dong Zhuo depuso al emperador Shao y lo sustituyó por el príncipe Chen Liu. Bajo el violento mandato de Dong Zhuo el pueblo sufrió enormemente. Hubo intentos de asesinarlo por parte de su médico Wu Fu y Cao Cao, pero ambos fallaron. 
Cao Cao redactó un edicto en el que llamaba a todos los señores de la guerra y gobernadores a alzarse en armas contra Dong Zhuo en nombre del Emperador. Bajo el liderazgo de Yuan Shao, 18 prefecturas y nobles unieron sus fuerzas en una campaña contra Dong Zhuo, pero debido al pobre liderazgo y a conflictos de intereses, solo consiguieron que desplazara la capital desde Luoyang a Chang'an.  Dong Zhuo fue más tarde traicionado y asesinado por su hijo adoptivo, Lu Bu, por una discusión por la bella  Diao Chan, planeada por el ministro Wang Yun.

### Conflicto entre señores de la guerra y nobles
Al mismo tiempo, el Imperio se desintegraba en una guerra civil. Sun Jian, gobernador de Changsha, encontró el sello imperial de Jade en el fondo de las ruinas de Luoyang pero lo guardó para sus propios intereses. Sin un gobierno central fuerte, los señores de la guerra empezaron a luchar por tierras y poder.   
Yuan Shao y Gongsun Zan estaban en guerra, y en el sur, Sun Jian y Liu Biao. Muchos otros, sin título o tierras, como Cao Cao y Liu Bei, empezaron a acumular poder. Cao Cao tomó al emperador de Xian de los subordinados de Dong Zhuo Li Jue y Guo Si y estableció la nueva corte en Xuchang. Teniendo al emperador bajo su control, Cao Cao sometió a sus rivales Yuan Shu, Lu Bu y Zhang Xiu, culminando en su más grande victoria militar, la Batalla de Guandu contra su archirrival Yuan Shao, a pesar de que la proporción de sus tropas era de 1 contra 10. Cao Cao persiguió y derrotó a la familia Yuan, que había logrado unificar el norte de China, territorio que más tarde usaría para fundar las bases del que sería posteriormente el reino de Wei.

### Sun Ce construye una nueva dinastía en Jiangdong
Mientras tanto, Sun Jian perdía la vida en una guerra con Liu Biao. Su primogénito Sun Ce entregó el sello imperial de Jade como un tributo al alzamiento real del pretendiente Yuan Shu de Juanian, en un intercambio por la necesidad de refuerzos. Entonces, él se aseguró las tierras de Jiangdong, en los que el reino de Wu sería fundado. Trágicamente, Sun Ce murió de una enfermedad que obtuvo en un terrorífico encuentro con Yu Ji, un monje taoísta falsamente acusado y ejecutado. Su sucesor, Sun Quan, tuvo como consejeros a Zhou Yu y Zhang Zhao.

### La ambición de Liu Bei
Junto con sus hermanos jurados Guan Yu y Zhang Fei había jurado lealtad a la dinastía de Han (en el famoso juramento del Jardín de los Melocotones) y había prometido servir al emperador y al pueblo. Liu Bei, que calmó con éxito la rebelión de los turbantes amarillos, no fue reconocido por sus esfuerzos, y obtuvo como única recompensa ser nombrado magistrado de un pequeño condado. Más adelante, Liu Bei participó en la guerra contra Dong Zhuo.Cao Cao invadió Xuzhou para vengarse de Tao Qian, el gobernador de Xuzhou, que había mandado a sus subordinados asesinar al padre de Cao Cao. Liu Bei comandó sus tropas desde Pingyuan para ayudar a Tao Quian, que le nombró Gobernador de Xuzhou antes de morir.
Al mismo tiempo, Lu Bu estaba en guerra con Cao Cao porque él quería dominar China tras haber matado a Dong Zhuo. Fue derrotado por Cao Cao y buscó protección en Liu Bei. Más tarde Lu Bu le traicionó y tomó el control de Xuzhuo. Liu Bei se alió con  Cao Cao para combatir a Lu Bu que fue derrotado y ejecutado.

### La Batalla de los Acantilados Rojos

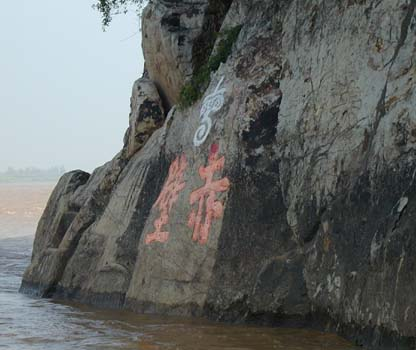
Lugar tenido como escenario de la batalla de los acantilados rojos.

Cao Cao, que se había autodeclarado primer ministro mandó a sus tropas hacia el sureste de China, tras haber unificado el norte. Para resistir a la invasión de Cao Cao, Liu Bei envió a Zhuge Liang a persuadir a Sun Quan, en Jiangdong, de formar una coalición. Zhuge Liang manejó y persuadió a Sun Quan de formar alianza con Liu Bei contra Cao Cao, permaneciendo en Jiangdong como consejero temporal. Zhou Yu pensó que Zhuge Liang podría llegar a ser una amenaza para Jiangdong, por lo que intentó asesinarle en varias ocasiones, fallando siempre. Al final no tuvo más elección que pactar con él, debido a que el ejército de Cao Cao se acercaba a la frontera. Cao Cao fue derrotado en la batalla de los Acantilados Rojos por las fuerzas combinadas de Liu Bei y Sun Quan y forzado a replegarse a Jingzhou.

### Liu Bei se adueña de la provincia de Yi
Tras la muerte de Zhou Yu, las relaciones entre Liu Bei y Sun Quan se deterioraron gradualmente pero no hasta el punto de entrar en conflicto abierto. De acuerdo con el Plan Longzhong, Liu Bei dirigió sus tropas al oeste y se adueñó del territorio de manos del incompetente Liu Zhang. Con esta victoria, los dominios de Liu Bei abarcaban un amplio territorio desde la provincia de Ping hasta la de Yi, que serviría como base para la fundación del futuro estado de Shu Han. Se proclamó a sí mismo “Rey de Hanzhong” tras su victoria frente a Cao Cao en la Batalla de Hangzhong.
Al mismo tiempo, Cao Cao se había garantizado el título de “Rey de Wei” a través del emperador, mientras Sun Quan es conocido como “Duque de Wu”. En el este, las tropas de Sun Quan y Cao Cao se enfrentan en las batallas de Ruxukou y Hefei sin un vencedor aparente. Surge un equilibrio entre las tres grandes potencias que dura hasta la muerte de Cao Cao.

### Muerte de Guan Yu
Mientras tanto, Sun Quan cansado de que Liu Bei no le devuelva la provincial de Jing, se prepara para recuperarla. Firma la paz con Cao Cao y se proclama vasallo suyo con el título de “Rey de Wu”. Guan Yu, que está al cargo de la provincia de Jing, lanza sus tropas contra Cao Ren en la Batalla de Fancheng. En ese momento Sun Quan, como parte de su acuerdo secreto con Cao Cao, envía un ejército a Jing bajo las órdenes de Lu Meng aprovechando la ausencia de Guan Yu.  Guan Yu es sorprendido y pierde la provincia sin siquiera saberlo. Se retira a Maicheng, donde es rodeado por el numeroso ejército de Sun Quan. Pronto muchas de sus tropas comienzan a rendirse o desertar. Desesperado, trata de romper el asedio, pero es capturado en una emboscada. Sun Quan ordena ejecutarlo después de que rechace renunciar a su lealtad a Liu Bei. 
Poco después muere Cao Cao de un tumor cerebral y su hijo Cao Pi se adueña del trono acabando con la dinastía Han y nombrando a su nueva dinastía como “Cao Wei”. En respuesta, Liu Bei, como miembro de la familia imperial, se proclama emperador. Mientras Liu Bei se prepara para vengar a Guan Yu, su otro hermano de juramento, Zhang Fei es asesinado por sus subordinados mientras duerme, que se han pasado al bando de Sun Quan.

### Batalla de Xiaoting
Ante el inmenso ejército que movilizó Liu Bei para vengar a Guan Yu, Sun Quan le ofreció en compensación la provincia de Jing. Los consejeros de Liu Bei, incluyendo a Zhuge Liang, trataron de que aceptase aquella muestra de paz pero Liu Bei insistió en su deseo de vengarse. Tras las victorias iniciales, una serie de errores estratégicos unidos a la impetuosidad de Liu Bei llevaron al desastre al ejército de Shu Han en la Batalla de Xiaoting. Lu Xun, el comandante de los ejércitos de Sun Quan fue detenido en su persecución por un Laberinto de piedras centinelas que había dejado Zhuge Liang previendo su llegada.

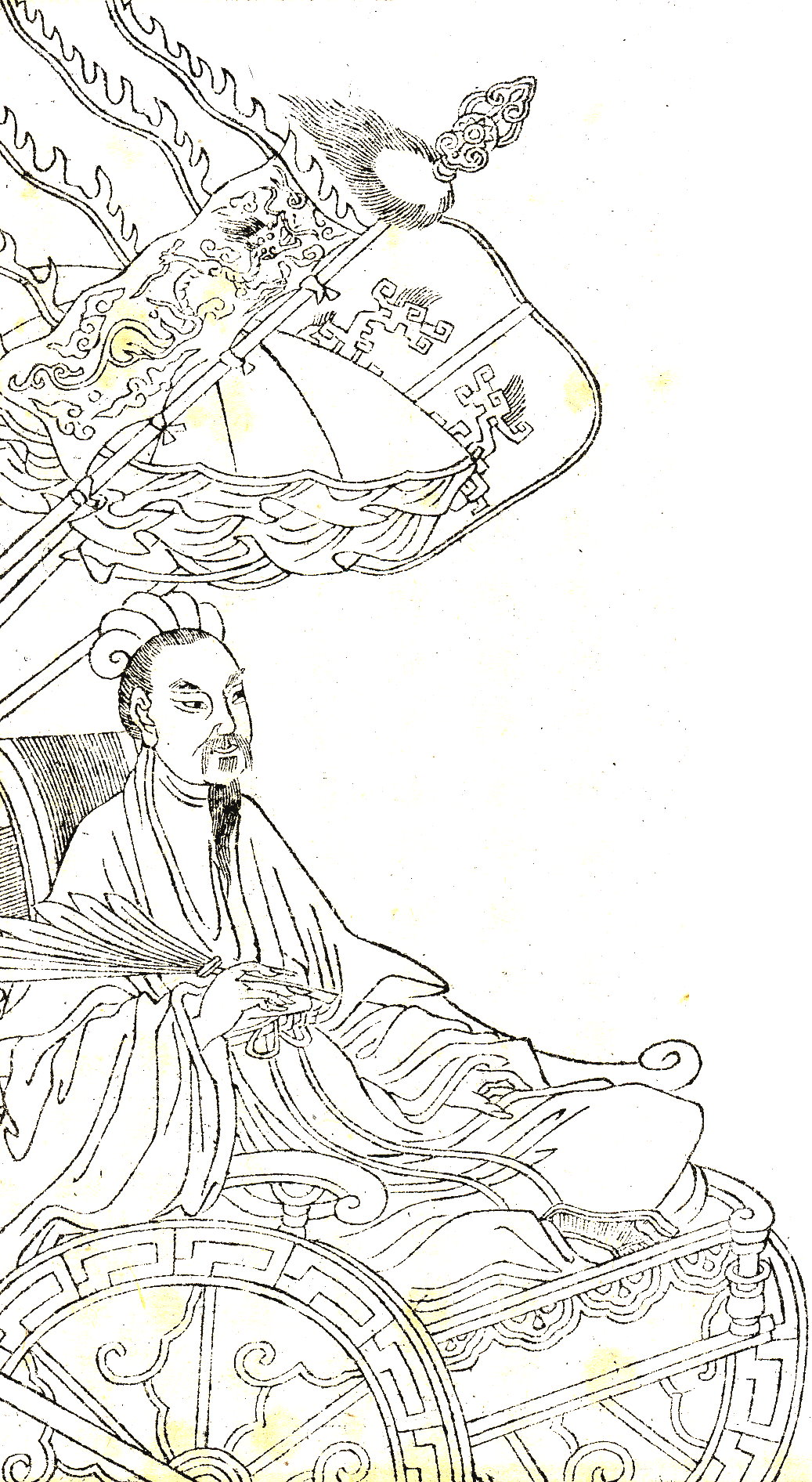
Grabado artístico de Zhuge Liang.

Liu Bei muere poco después de esta derrota a causa de una enfermedad. En su última conversación con Zhuge Liang, en su lecho de muerte, le confía a Zhuge Liang el cuidado de sus dominios con autoridad para tomar el trono si su sucesor Liu Shan resulta ser un gobernante inadecuado. Zhuge Liang rechaza esto último, pero jura que será leal a la confianza que Liu Bei ha depositado en él. Esta promesa, marcaría a Zhuge Liang por el resto de su vida. 

### Campañas de Zhuge Liang
Tras la muerte de Liu Bei, aconsejado por Sima Yi, Cao Pi movilizó diversas fuerzas, incluyendo a Sun Quan, al general traidor Meng Da, a Meng Huo de los Nanman y a las tribus Qiang; para atacar Shu Han en coordinación con un ejército de Cao Wei. Zhuge Liang consiguió provocar la retirada de los cinco ejércitos sin derramamiento de sangre. Deng Zhi, como enviado de Shu Han convence a Sun Quan para que recupere la antigua alianza con Shu Han. Zhuge Liang personalmente lidera una serie de campañas en el sur contra el rey de los bárbaros Nanman, Meng Huo. El rey es derrotado y capturado siete veces, pero Zhuge Liang lo libera cada vez para ganárselo a su lado. Tras su séptima derrota, Meng Huo jura amistad eterna con Shu Han. 
Después de pacificar el sur, Zhuge Liang lidera el ejército de Shu Han en cinco expediciones para atacar a Cao Wei y restaurar la dinastía Han. Enfermo de tuberculosis crónica, su salud empeora a causa del esfuerzo de las campañas. Su último gran éxito frente a Cao Wei es probablemente la deserción de Jiang Wei, un prometedor general experto en estrategia militar. Zhuge Liang muere de enfermedad en la Batalla de la llanura de Wuzhang, mientras dirigía una batalla igualada contra su archienemigo en el bando de Cao Wei, Sima Yi.  Antes de morir, ordena a sus generales de confianza construir una estatua de sí mismo y usarla para asustar el enemigo, ganando así tiempo para retirarse. 

### El fin de los Tres Reinos
Los largos años de combates entre Shu han y Cao Wei vieron muchos cambios en la familia gobernante Cao. Su influencia se debilitó tras la muerte de Cao Rui y el poder en Cao Wei cayó poco a poco en las manos del clan Sima, liderado por los hijos de Sima Yi Sima Shi y Sima Zhao.
En Shu Han, Jian Wei se hace cargo del legado de Zhuge Liang y dirige nueve campañas contra Cao Wei durante tres amargas décadas sin conseguir resultados. Liu Shan resulta ser un incompetente que pone toda su fe en funcionarios desleales, llevando poco a poco al declive de Shu Han que acaba siendo conquistado por Cao Wei. Jiang Wei trata de restaurar la dinastía Shu Han con la ayuda de Zhong Hui pero sus planes son descubiertos y ambos mueren a manos de las tropas de Sima Zhao. Tras la caída de Shu Han, el hijo de Sima Zhao, Sima Yan obliga a abdicar al último emperador de Cao Wei, Cao Huan, acabando con la dinastía. La nueva dinastía es llamada Jin.
Desde la muerte de Sun Quan los conflictos internos entre los nobles, dominan a Wu. Zhuge Ke y Sun Lin tratan de hacerse con el poder. Si bien la estabilidad es restaurada, el último gobernante de Wu, Shu Hao, es un tirano que no hace ningún esfuerzo por mejorar sus dominios. Wu, el último de los Tres Reinos, es tomado por Jin tras una dura lucha. Tras casi un siglo de guerras civiles, termina el período de los Tres Reinos.

## Aparición en videojuegos
Koei desarrolló una serie de videojuegos de estrategia por turno del mismo nombre de la novela con capítulos adaptados de acuerdo a los hechos más destacados de la obra.
Inazuma Eleven lanzó una entrega (Inazuma eleven Go Llamarada/Trueno) en la que uno de los lugares a los que viajaban era a la era de los tres reinos. En el juego aparecen Liu Bei y sus dos hermanos, Cao Cao y Zhuge Liang (este último aparece como una mujer).